# عبد الله فركوس
عبد الله فركوس واسمه الحقيقي عبد الله توكونة (مواليد 2 فبراير 1965) هو ممثل ومخرج أفلام مغربي، يُعد واحدًا من أشهر الممثلين المغاربة وأكثرهم شعبية، أعماله هي الأكثر متابعة وحضورًا في التلفزيون المغربي، عُرف بتقديمه عدة أفلام عائلية جسد فيها دور الرجل المغربي المراكشي البسيط، قبل أن يتحول للإخراج.

## النشأة
وُلد عبد لله توكونة في 2 فبراير 1965 بمدينة مراكش وسط عائلة بسيطة، عاش طفولة عادية مثل سائر الأطفال خالية من المشاكل، لكنه عندما بلغ من العمر 18 سنة اضطر للعمل حمالًا في سوق الجملة للخضر والفواكه بمراكش. وبالموازاة مع العمل، كان عبد الله يعشق المسرح، إذ كان يتدرب مع «فرقة الوفاء المراكشية»، وشارك في العديد من المسرحيات.

## مسيرته الفنية
بدأ عبد الله فركوس وهو الاسم الذي عُرف به لاحقًا لدى الجمهور حياته الفنية من خلال مجموعة من المسرحيات التي عُرضت في بداية الثمانينات، على غرار مسرحية حمان المهزلة حيث أظهر موهبة فريدة في الكوميديا الساخرة والأداء الشعبي القريب من هموم المواطن المغربي متأثرًا بفن الحلقة الذي تُعرف به مدينة مراكش. 
تميز بأسلوبه البسيط والعفوي الذي جعله محبوبًا لدى فئات واسعة من الجمهور. ومع تطور مسيرته، انتقل إلى شاشة التلفزيون وشارك في عدد من الأفلام التي رسخت اسمه كأحد أعمدة الكوميديا المغربية، مثل صمت الليل، المكروم، ولد مو، رياض الزيتون، الصباط، الماكينة، وغيرها من الأعمال التي جعلته دائم الحضور على شاشة التلفزيون المغربي.
خاض بعد ذلك تجربة الإخراج والكتابة، ما جعله فنانًا متكاملًا يُعبر عن المجتمع المغربي بلمسة فكاهية وإنسانية في آن واحد.

## أعماله

### أفلام
- 1996: صمت الليل
- 1997: زارع الريح
- 1999: مبروك
- 1999: ضد التيار
- 2002: عشاق بوجادور
- 2004: طريق مراكش
- 2004: الطيابة
- 2006: المكروم
- 2007: أبو أمال
- 2009: ولد مو
- 2009: موسم لمشاوشة
- 2010: الراحة والسياحة
- 2010: الماكينة
- 2011: زمان كنزة
- 2012: الصباط
- 2014: حب الرمان
- 2014: R + 4
- 2014: مسك الليل
- 2015: رياض الزيتون
- 2015: الترقية
- 2015: جزيرة المعدنوس
- 2015 سطاجير
- 2015: بابا تكونيكتا
- 2016: الفروج
- 2018: كورصة
- 2019: مول الهوندا
- 2019: ربيبي مليونير
- 2020: الهمزة
- 2020: فيفتي فيفتي
- 2021: مولات الورد
- 2021: مولات السعد
- 2022: غرارين عيشة
- 2022: مني منك

### مسلسلات
- إنسان في الميزان
- طالع هابط
- فركوس وفركوسة
- ما شاف ما را
- أحلام نسيم
- حي البهجة
- هنية مبارك ومسعود
- كلنا مغاربة
- البهجة تاني
- جيب داركم
- آش هذا

فيها خير

### مسرحيات
- دردبة عند الغشيم
- غرسو يقلعك
- اللسان الحلو
- مكسور الجناح
- اللي ليها ليها
- المصلوح
- السييي مشوار

## روابط خارجية
- الموقع الرسمي
- عبد الله فركوس على موقع IMDb (الإنجليزية)
- عبد الله فركوس على موقع قاعدة بيانات الأفلام العربية
- عبد الله فركوس على موقع قاعدة بيانات الفيلم (الإنجليزية)